# The Metal Opera Part II
The Metal Opera Pt. II другий повноформатний альбом проекту Avantasia Тобіаса Саммета. Це концептуальний альбом і метал-опера, детальнішу інформацію про історію можна знайти тут. Альбом продожує історію розпочату в The Metal Opera, з тими самими персонажами. Як і на інших павер-метал альбомах, композиції написані під ліричним і естетичним впливом ранньої літератури фентезі, такої як Володар перснів та Червона Соня.

## Список композицій
Автор музики і слів Тобіас Саммет. 
| #     | Назва                 | Тривалість |
| ----- | --------------------- | ---------- |
| 1.    | «The Seven Angels»    | 14:17      |
| 2.    | «No Return»           | 4:29       |
| 3.    | «The Looking Glass»   | 4:53       |
| 4.    | «In Quest for»        | 3:54       |
| 5.    | «The Final Sacrifice» | 5:02       |
| 6.    | «Neverland»           | 5:00       |
| 7.    | «Anywhere»            | 5:29       |
| 8.    | «Chalice of Agony»    | 6:00       |
| 9.    | «Memory»              | 5:44       |
| 10.   | «Into the Unknown»    | 4:29       |
| 59:17 |                       |            |

## Склад учасників
- Тобіас Саммет (Edguy) — клавішні, вокал (дивіться «Вокалісти»)
- Геньо Ріхтер (Gamma Ray) — Гітара
- Маркус Гросскопф (Helloween) — Бас-гітара
- Алекс Гольцварт (Rhapsody of Fire) — Ударні

### Запрошені музиканти
- Гітара
  - Йенс Людвіг (Edguy) (соло на треках 5 і 9)
  - Норман Мейріц (ритм на треку 10)
  - Тімо Толккі (Symfonia, екс-Revolution Renaissance, екс-Stratovarius) (соло на треках 1 і 10)
- Бас-гітара
  - Тобіас Саммет (Edguy) (на треку 10)
- Ударні
  - Ерік Сінгер (KISS, Black Sabbath, Еліс Купер) (на треку 10)
- Клавішні
  - Франк Тішер (Піаніно на треках 1, 4 і 7)

### Вокалісти
- Габріель Лайманн — Тобіас Саммет (Edguy) — треки 1-10
- Лугайд Вендрой — Міхаель Кіске (під іменем Ernie) (екс-Helloween, Unisonic) — треки 1 і 2
- Брат Якоб, чернець — Девід Дефейс (Virgin Steele) — треки 1 і 5
- Фальк фон Кронберг, судовий пристав — Ральф Здіарстек — трек 9
- Анна Хельд — Шарон ден Адель (Within Temptation) — трек 10
- Єпископ Йоханн фон Бікен — Роб Рок (екс-Axel Rudi Pell, Driver, Impellitteri) — треки 1 і 6
- Папа Римський Клемент VIII — Олівер Гартман (екс-At Vance) — трек 1
- Елдерайн, Ельф — Андре Матос (екс-Symfonia, екс-Shaaman, екс-Angra, екс-Viper) — треки 1, 2 і 8
- Регрін, Гном — Кай Гансен (Gamma Ray, екс-Helloween) — трек 1
- Голос з Вежі — Тімо Толккі (екс-Symfonia, екс-Revolution Renaissance, екс-Stratovarius) — трек 13

## Чарти
| Чарт      | Місце |
| --------- | ----- |
| Німеччина | 17    |
| Швеція    | 17    |
| Фінляндія | 26    |
| Іспанія   | 46    |
| Норвегія  | 55    |
| Франція   | 64    |
| Швейцарія | 94    |